# Kergloff
Kergloff [kɛʁɡlɔf] (en breton : Kerglof) est une commune du département du Finistère, dans la région Bretagne, en France.

## Géographie

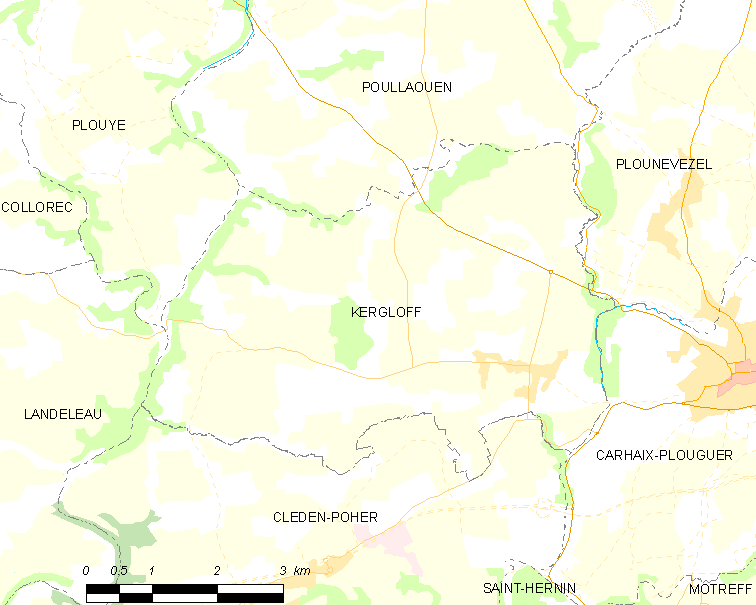
Carte simplifiée de la commune de Kergloff.

Située dans l'arrondissement de Châteaulin, proche de Carhaix distante seulement de 4 kilomètres, Kergloff est située à 37 kilomètres au sud-est de Morlaix, à 55 kilomètres au sud-ouest de Guingamp et 85 kilomètres au sud-est de Brest. La commune, située historiquement dans le Poher, se trouve à une dizaine de kilomètres au sud du parc naturel régional d'Armorique et des monts d'Arrée. L'altitude moyenne de la commune est de 120 mètres (le bourg est vers 107 mètres), le finage communal s'échelonnant entre 172 mètres et 67 mètres d'altitude. La commune est limitée à l'est par l'Hyères, affluent de rive gauche du fleuve côtier Aulne et au nord-est par le ruisseau de Dourcan, affluent de rive droite de l'Hyères. La partie sud du finage communal est drainée par le ruisseau de Pont Guennou, autre affluent de rive droite de l'Hyères ; le territoire communal est limité à l'ouest par l'Aulne lui-même (partie amont non canalisée), au sud-ouest le ruisseau de Lostanlen et au nord-ouest par le ruisseau de Kerglien, deux de ses petits affluents de rive droite.
Les altitudes s'échelonnent entre 172 mètres pour le point le plus haut, situé entre Néveït et Garzangroaz, et 66 mètres, à l'endroit où l'Aulne quitte le territoire communal. Le bourg est vers 115 mètres d'altitude.
Traditionnellement le paysage agraire était celui du bocage et l'habitat rural est dispersé en écarts formés de hameaux et fermes isolées. La commune possède deux bois assez étendus : le Bois le Duc au nord et le Bois de Keryvon au centre-ouest du territoire communal. La commune est traversée dans sa partie nord par la D 764 (qui fut par le passé la RN 164 dans son ancien tracé) et dans sa partie orientale par deux tronçons de route départementale D 48 et D 148 (qui constituent une déviation routière de Carhaix), le tout étant un maillon de l'axe routier Lorient-Roscoff.
| - Carte topographique de la commune de Kergloff. |

### Communes limitrophes
| Plouyé       | Poullaouen   | Plounévézel      |
| Collorec     | Kergloff     | Carhaix-Plouguer |
| Cléden-Poher | Saint-Hernin |                  |

### Hydrographie
Pour un article plus général, voir Réseau hydrographique du Finistère.
La commune est située dans le bassin Loire-Bretagne. Elle est drainée par l'Aulne, l'Hyère, le Dourcam, le ruisseau de lostanlen, le ruisseau de Pont guennou et divers autres petits cours d'eau,.
L'Aulne, d'une longueur de 144 km, prend sa source dans la commune de Lohuec et se jette  dans la rade de Brest en limite de Landévennec et de Rosnoen, après avoir traversé 27 communes.  Les caractéristiques hydrologiques de l'Aulne sont données par la station hydrologique située sur la commune de Cléden-Poher. Le débit moyen mensuel est de 14,7 m3/s. Le débit moyen journalier maximum est de 223 m3/s, atteint lors de la crue du 26 janvier 1995. Le débit instantané maximal est quant à lui de 302 m3/s, atteint le 13 décembre 2000.
L'Hyère, d'une longueur de 48 km, prend sa source dans la commune de Callac et se jette  dans l'Aulne en limite de Spézet et de Cléden-Poher, après avoir traversé 15 communes. 

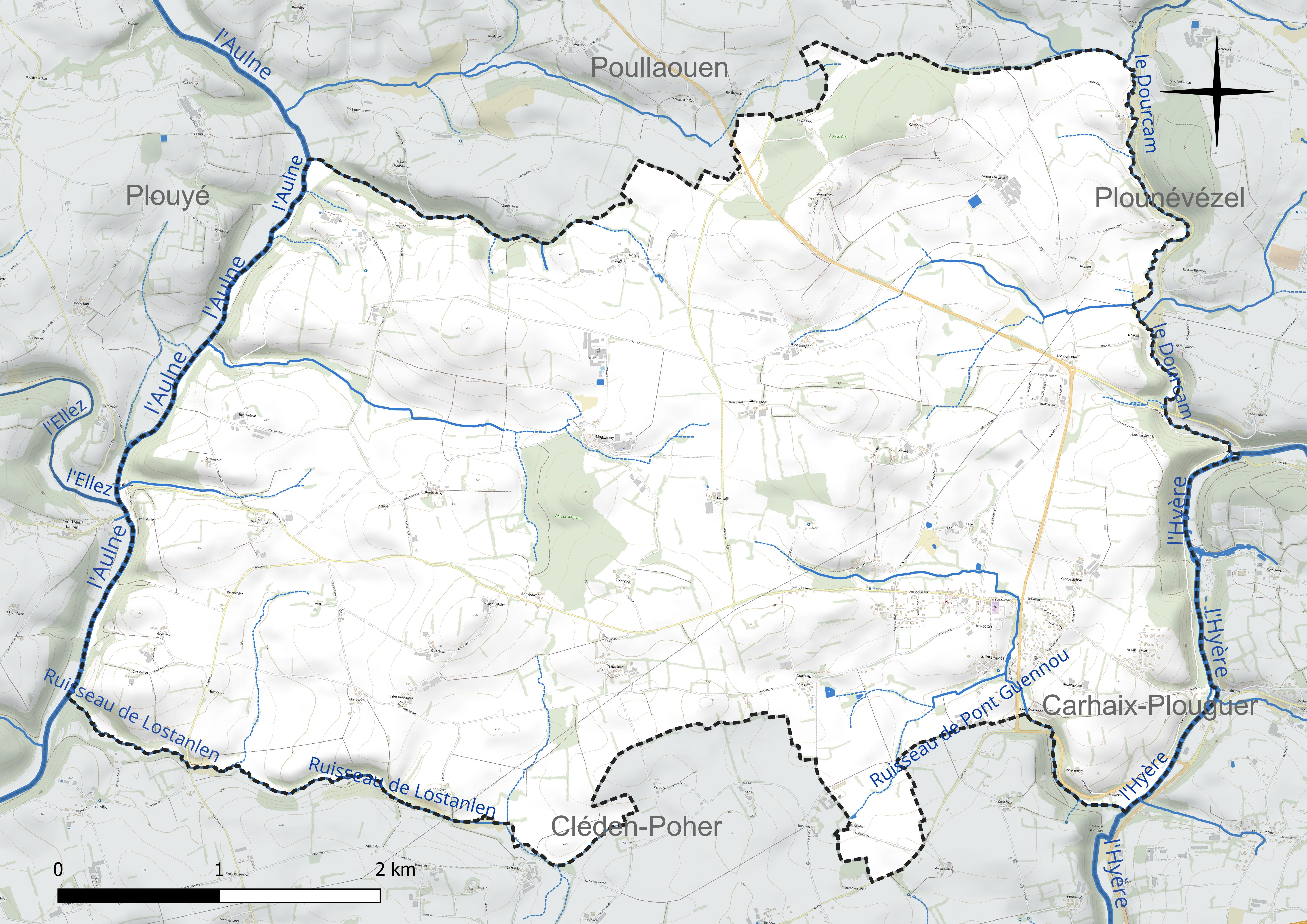
Réseau hydrographique de Kergloff.

### Climat
Pour des articles plus généraux, voir Climat de la Bretagne et Climat du Finistère.
En 2010, le climat de la commune est de type climat océanique franc, selon une étude du CNRS s'appuyant sur une série de données couvrant la période 1971-2000. En 2020, Météo-France publie une typologie des climats de la France métropolitaine dans laquelle la commune est exposée à un climat océanique et est dans la région climatique  Finistère nord, caractérisée par une pluviométrie élevée, des températures douces en hiver (6 °C), fraîches en été et des vents forts. Parallèlement l'observatoire de l'environnement en Bretagne publie en 2020 un zonage climatique de la région Bretagne, s'appuyant sur des données de Météo-France de 2009. La commune est, selon ce zonage, dans la zone « Monts d'Arrée », avec des hivers froids, peu de chaleurs et de fortes pluies.  
Pour la période 1971-2000, la température annuelle moyenne est de 11,2 °C, avec  une amplitude thermique annuelle de 11,3 °C. Le cumul annuel moyen de précipitations est de 1 074 mm, avec 15,9 jours de précipitations en janvier et 7,7 jours en juillet. Pour la période 1991-2020, la température moyenne annuelle observée sur la station météorologique la plus proche, située sur la commune de Carhaix-Plouguer à 4 km à vol d'oiseau, est de 11,4 °C et le cumul annuel moyen de précipitations est de 1 112,4 mm,. Pour l'avenir, les paramètres climatiques de la commune estimés pour 2050 selon différents scénarios d'émission de gaz à effet de serre sont consultables sur un site dédié publié par Météo-France en novembre 2022.

## Urbanisme

### Typologie
Au 1er janvier 2024, Kergloff est catégorisée commune rurale à habitat dispersé, selon la nouvelle grille communale de densité à 7 niveaux définie par l'Insee en 2022.
Elle est située hors unité urbaine. Par ailleurs la commune fait partie de l'aire d'attraction de Carhaix-Plouguer, dont elle est une commune de la couronne,. Cette aire, qui regroupe 18 communes, est catégorisée dans les aires de moins de 50 000 habitants,.

### Occupation des sols
L'occupation des sols de la commune, telle qu'elle ressort de la base de données européenne d'occupation biophysique des sols Corine Land Cover (CLC), est marquée par l'importance des territoires agricoles (87,8 % en 2018), une proportion sensiblement équivalente à celle de 1990 (88,3 %). La répartition détaillée en 2018 est la suivante : 
terres arables (59,4 %), zones agricoles hétérogènes (27,3 %), forêts (10 %), zones urbanisées (2,2 %), prairies (1,1 %). L'évolution de l'occupation des sols de la commune et de ses infrastructures peut être observée sur les différentes représentations cartographiques du territoire : la carte de Cassini (XVIIIe siècle), la carte d'état-major (1820-1866) et les cartes ou photos aériennes de l'IGN pour la période actuelle (1950 à aujourd'hui).

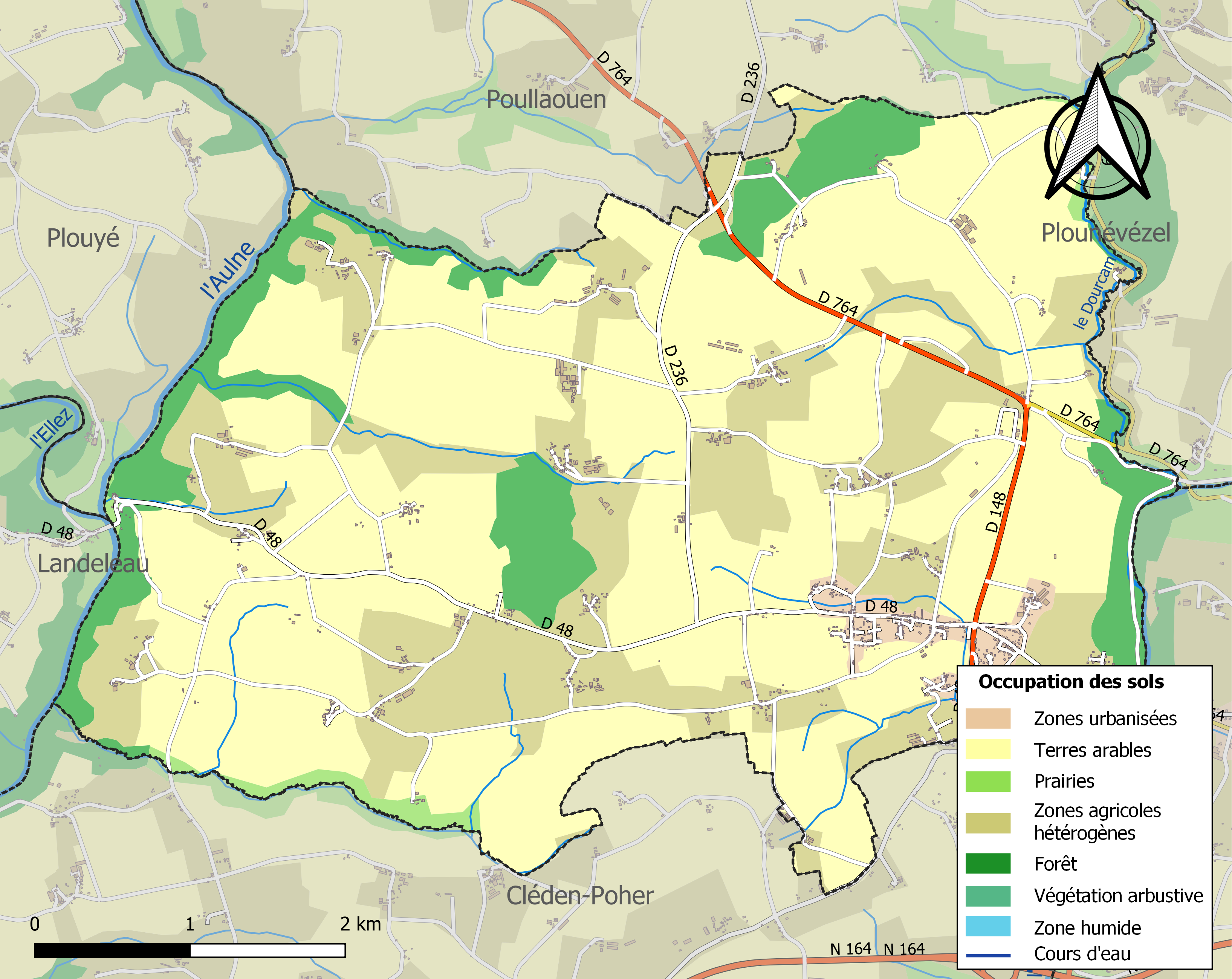
Carte des infrastructures et de l'occupation des sols de la commune en 2018 (CLC).

## Histoire

### Étymologie et origines
L'origine toponymique de Kergloff naît de la juxtaposition de l'élément ker et de gloff qui dérive d'une mutation adoucissante du mot kloff qui pourrait dériver du celtique clunia ou du gaulois clounia qui ont généré le vieux breton ch'lan, ch'lon, ch'leun, ou ch'loff signifiant prairie (références à Cluny, au Cleunay, etc.). Géographiquement, on peut vérifier que le bourg trévial de Kergloff est bâti en bordure d'une prairie. On prononçait Kerglo. Les 2 F ne se prononcent pas en breton, en effet le digramme -ff fut aussi introduit par les auteurs du Moyen Âge pour signaler une voyelle nasalisée. Par exemple, le nom Henaff (orthographe moderne Henañ) est prononcé /(h)enã/. Cependant klof signifie aussi boiteux en breton (cf. klof), dans ce cas le toponyme pourrait signifié un terrain en pente ou incliné. La première mention connue du nom date de 1535. Kergloff fit partie de la paroisse primitive de l'Armorique de Poullaouen avant de devenir ensuite une trève de Cléden-Poher mais « Kergloff a tous les attributs de l'autonomie dès avant la Révolution. Conscients de leur spécificité par rapport à la paroisse-mère, les habitants sous l'autorité de leurs dirigeants, n'auront aucune difficulté à se gérer par eux-mêmes en devenant une commune à part entière » même si Kergloff ne devint une paroisse que lors du Concordat, restant pour quelques années encore, ainsi que Landeleau, rattachée à Cléden-Poher par la loi du 12 septembre 1791.

### Préhistoire
Une allée couverte de 4 mètres de long sur 2,5 mètres de largeur existait dans le bois de Keryvon.

### Moyen Âge
Kergloff dépendait de la baronnie de Kergorlay, puis du marquisat de Tymeur situé à Poullaouen. En 1500, le manoir de Kerligonan appartenait à « Jean de Cabournais, époux de Jeanne de Bouteville, fille de Jean seigneur du Faouët et de Marie de Kymerch (Quimerch) ».

### Époque moderne

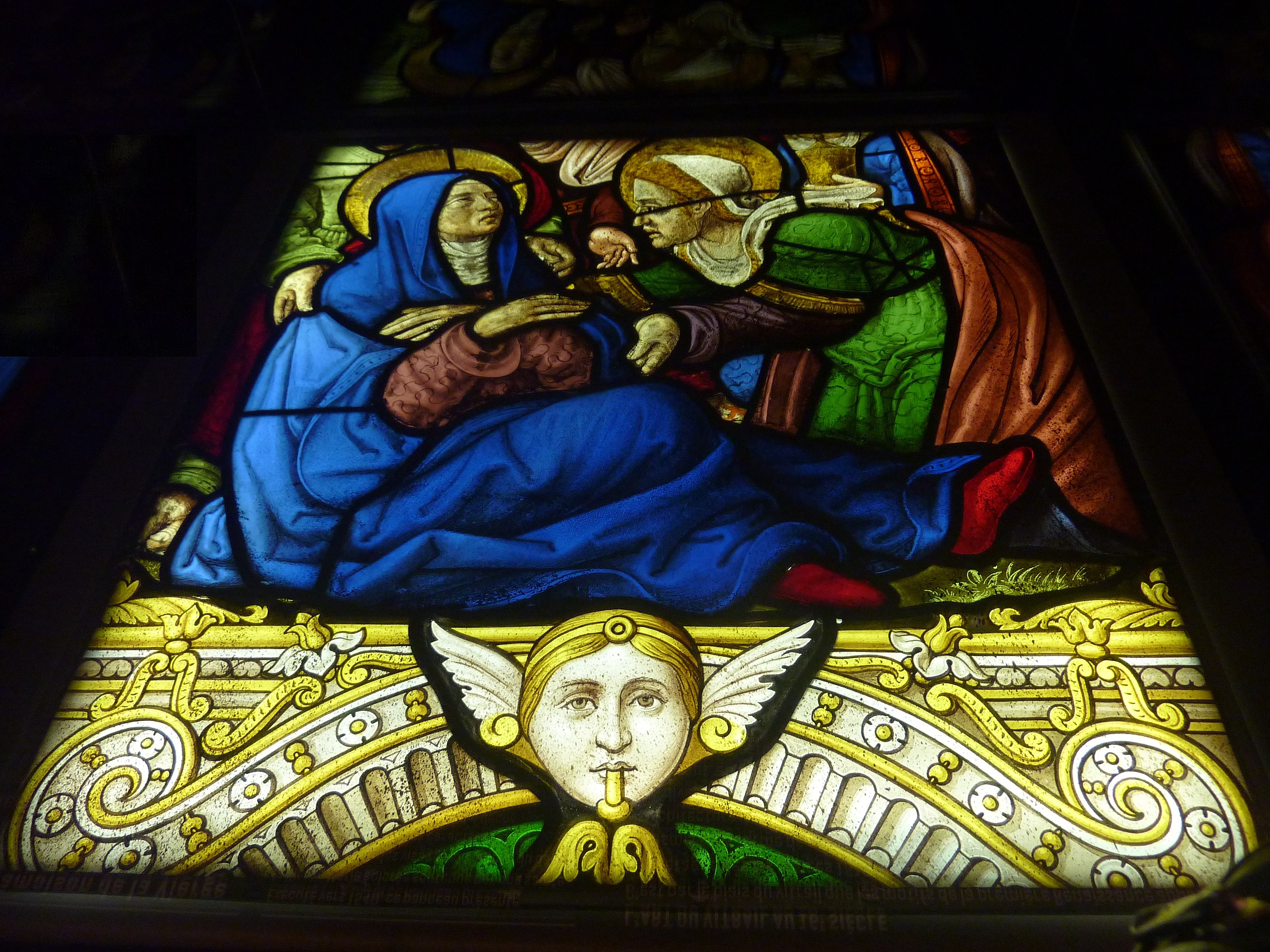
Kergloff : Pâmoison de la Vierge (vitrail de Gilles Le Sodec, vers 1540).

#### Le testament de Gilles de Kerampuil
En 1578 Gilles de Kerampuil, né vers 1530, qui fut recteur de Cléden-Poher et de Motreff, dans son testament, prévoit à sa mort de donner« troys mullons de bled » (blé) déjà battu « aux croyement pauvres et mandians de la dicte paroisse de Cletguen (Cléden-Poher), Kerahès (Carhaix) et Kergloff, scavoyr de la moictyé à Kerahes, et l'aultre moictyé aux deux aultres, et leur estre renduz en leurs maisons ».

#### Lesguerres de la Ligue
Entre 1589 et 1598, comme tout le Poher, Kergloff fut concernée par les guerres de la Ligue : en Bretagne à l'époque, les Ligueurs sont dirigés par Philippe Emmanuel de Lorraine, duc de Mercœur et gouverneur de la province. Carhaix et les paroisses voisines dont la trève de Kergloff, sont alors sous l'influence des Ligueurs. En représailles, le procureur du Roi Jan de Kerampuil décide de lever un impôt aux paroisses de la juridiction de Carhaix qui auront adhéré « aux ennemis de Sa Majesté et émancipées de son obéissance, du nombre desquelles il a présentement nommez estre ladite ville de Carhaix avec ses faubourgs, la paroisse de Plouguer, Moustoir, Trébrivan, Plévin, Motreff, Quelen (Locarn), Duault, & Landugen, Le Loc'h, Tréogant, Spézet, Mael-Pestivien, Botmel & Callac, Plusquellec, Calanhel, Plourach, Carnoët, Scrignac & Bolazec, Poulaouen, Plounévézel & Kergloff », entre autres pour « le payement de la garnison de Quintin ». Sur les 3000 écus exigés, Kergloff fut condamnée à payer 100 écus. On ne sait pas si ces sommes furent effectivement versées.

#### Sébastien Le Balpet laRévolte des Bonnets rouges
Du 6 juillet au 12 octobre 1675, la Révolte des Bonnets rouges autour de Carhaix est menée par Sébastien Le Balp, né à Moulin Meur en Kergloff, fils de meuniers. Précédemment, il avait été remarqué par le marquis de Tymeur qui l'avait envoyé faire des études de droit à Nantes. Il se marie avec Anne Riou et achète une étude de notaire à Carhaix et devient le notaire de Renée-Mauricette de Plœuc, marquise du Tymeur en Poullaouen qui roule les paysans avec sa complicité, ce qui lui vaut des ennuis judiciaires et il est envoyé en prison de 1673 à 1675. Après sa libération, révolté contre l'injustice, il prend la tête de la rébellion qui pille manoirs et châteaux ; 9 manoirs furent détruits à Poullaouen, six à Kergloff (dont le manoir de Kerligonan, qui fut saccagé, pillé, puis incendié en 1675 et le manoir de Stanger construit au début du XVIe siècle), 4 à Saint-Hernin (dont le château de Kergoat) et détruit titres et parchemins dans tout le Poher, la révolte s'étendant aussi en Cornouaille. Sébastien Le Balp est finalement tué par la marquis de Montgaillard au château de Tymeur en Poullaouen, son cadavre fut enterré hâtivement avant d'être déterré, décapité et placé sur une roue à l'entrée du village pour servir d'exemple.
Le château de Quimilferm est construit vers 1760.

### Révolution française
La loi du 12 septembre 1791 donne Kergloff et Landeleau comme succursales à la paroisse de Cléden.

### LeXIXesiècle
Le 18 décembre 1814, le conseil de fabrique décide la construction d'une chapelle dédiée à la Sainte Vierge, sous l'invocation de Notre-Dame-du-Bon-Secours. Elle est achevée en 1817.
A. Marteville et P. Varin, continuateurs d'Ogée, décrivent ainsi Kergloff en 1853 : 

« Kergloff (sous l'invocation de saint Trémeur) : commune formée de l'ancienne trève de Cléden-Poher,; aujourd'hui succursale. (...) Principaux villages : Kerboutin, Guimilfern, le Névéit, Keryvon, Magoarem, Kerminguy, Rozanguéon. Superficie totale : 2 493 hectares, dont (...) terres labourables 1 436 ha, prés et pâturages 231 ha, bois 147 ha, vergers et jardins 41 ha, landes et incultes 277 ha (...). Moulins : 3 (Miliumeur, du Roi, d'Aulne). L'église de Kergloff semble être du XVIe siècle ; elle n'a rien de remarquable, si ce n'est la bizarre présence d'une cheminée construite sur un des bas-côtés de la nef. Il y a, outre cette église, six chapelles qui sont : Saint-Candie, la Trinité, Notre-Dame-du-Bon-Secours, Saint-Nicodème, Saint-Nicolas, Sainte-Philomène ; toutes ont leur pardon, mais aucun n'est fréquenté. Quoique Kergloff passe pour être une commune riche, cependant la terre ne peut supporter la culture du blé. L'élevage des bestiaux est la principale industrie ; à cela viennent se joindre le commerce du miel, de la cire et des chanvres. M. A. de Cillari nous écrit qu'il a trouvé dans le bois de Keryvon un monument celtique (sic) qu'il regarde comme un dolmen, et qui peut avoir en longueur 4 mètres environ, sur 2 mètres 50 centimètres de largeur. La route royale n°164, dite d'Angers à Brest, et la route départementale n°3 du Finistère, traversent la commune. Géologie : la grauwacke domine. On parle le breton. »

Selon le témoignage du comte Charles de Saint-Prix, louvetier, rapporté par Frank Davies, vers 1854, « un loup infestait les fourrés de Kergloff, attaquait les troupeaux des pauvres paysans et avait même, en plein jour, enlevé plus d'un chien (...) sous les yeux de son propriétaire ».
En 1869, le chemin départemental no 6 [actuelle route départementale no 46] allant de Collorec à Carhaix en passant par Kergloff nécessite des rectifications près du pont Pénity ; « on attend des ressources en argent pour entreprendre ces rectifications car les prestations en nature [corvées] sont insuffisantes pour son entretien actuel ».
Un rapport de l'inspecteur d'académie signale en 1880 que la commune de Kergloff n'a pas encore d'école des filles.

### LeXXesiècle

#### LaBelle Époque
Le 6 mai 1900, le parti libéral catholique remporte à nouveau les élections municipales.
En octobre 1901, une épidémie de dysenterie (laquelle avait déjà fait des victimes l'année précédente) réapparaît à Carhaix, Cléden-Poher  et Kergloff ; « on compte plusieurs décès et de nombreux malades ».
Un article publié en 1903 indique qu'un citoyen de Kergloff, Louis-Michel Briand, « lutte toujours avec ardeur contre les préjugés de ses concitoyens qui regardent encore l'alcool comme le remède le plus efficace contre un grand nombre de maladies ».
Un pardon était organisé tous les ans. Le journal L'Ouest-Éclair écrit à propos de celui de 1911 : « Cette année, le pardon de la petite commune de Kergloff a été très animé. M. le recteur de Plouguer avait réussi à grouper quelques musiciens de Carhaix et, grâce à leur précieux concours, l'éclat de la fête en a été rehaussé ». Un autre pardon était organisé à la chapelle de la Trinité, mais il était peu fréquenté.
En 1911 les biens ayant appartenu à la fabrique de Kergloff et qui étaient placés sous séquestre sont attribués à la commune de Kergloff « sous la condition par la commune d'attribuer tous les revenus ou produits desdits biens au service des secours de bienfaisance ». Un bureau de bienfaisance est créé dans la commune par un décret du 2 avril 1912.
Un double mariage à Kergloff est ainsi décrit en février 1914 : « Après la messe, le cortège se forma pour aller à Kergron. Selon la coutume, une vingtaine de jeunes gens à cheval escortaient les voitures des mariés. À Kergron de longues tables avaient été dressées et vers une heure de l'après-midi elles se trouvaient garnies et cinq cents convives prirent part au festin après avoir dansé, pour se donner de l'appétit, la traditionnelle gavotte. Malgré un temps maussade, la fête fut très gaie et parfaitement réussie ».

#### La Première Guerre mondiale
Le monument aux morts de Kergloff porte les noms de 66 soldats mort pour la France pendant la Première Guerre mondiale ; parmi eux trois sont morts en Belgique dont deux (Yves Cotton, François Yvinec) dans les combats de Maissin le 22 août 1914 et le troisième (Yves Le Guillou) à Ypres le 24 août 1915 ; un (Yves Le Morellec) est mort en captivité en Allemagne ; les autres sont décédés sur le sol français (parmi eux, François Cozic et Yves Le Cam ont été décorés de la Médaille militaire et de la Croix de guerre, Pierre Alaouret, Yves Cotton, Olivier Guéguen et Trémeur Le Cam de la Croix de guerre) ; deux sont décédés après la guerre, mais des suites d'une maladie contractée en service (Pierre Pastor le 29 mars 1919 et Jean Le Gac le 3 mars 1920). François Cozic n'est officiellement déclaré mort par le tribunal de Châteaulin qu'en 1920.
Un agriculteur de Kergloff, Jean-Louis Calonnec, eût 5 de ses enfants qui partirent au front en 1914 : deux au 116e de ligne et trois au 318e de ligne. Les cinq (Pierre, Auguste, François, Jean et Yves Calonnec) survécurent à la guerre.

#### L'Entre-deux-guerres
En 1926, L'Académie française attribue un prix de 10 000 francs de la fondation Étienne Lamy pour les familles nombreuses à Pierre-Marie Conan de Kerligonan en Kergloff, qui a 15 enfants vivants , plus 1 mort pour la France (Étienne Marie Conan).

#### La Seconde Guerre mondiale
En novembre 1941 est créée l' "Union sportive de Kergloff" dont le but est de « favoriser parmi la jeunesse le goût et la pratique des exercices en plein air ».
Le monument aux morts de Kergloff porte les noms de sept personnes mortes pour la France pendant la Deuxième Guerre mondiale, dont Yves Le Jeune, résistant fusillé le 5 août 1944 à Penguily.

#### L'après Seconde Guerre mondiale
Un soldat originaire de Kergloff, D. Coroller, est mort pour la France pendant la guerre d'Algérie.

## Démographie
| 1793 | 1800 | 1806 | 1821 | 1831 | 1836 | 1841 | 1846 | 1851 |
| ---- | ---- | ---- | ---- | ---- | ---- | ---- | ---- | ---- |
| 945  | 935  | 918  | 883  | 942  | 898  | 901  | 982  | 982  |

| 1856  | 1861  | 1866  | 1872  | 1876  | 1881  | 1886  | 1891  | 1896  |
| ----- | ----- | ----- | ----- | ----- | ----- | ----- | ----- | ----- |
| 1 030 | 1 156 | 1 245 | 1 121 | 1 148 | 1 198 | 1 282 | 1 267 | 1 288 |

| 1901  | 1906  | 1911  | 1921  | 1926  | 1931  | 1936  | 1946 | 1954 |
| ----- | ----- | ----- | ----- | ----- | ----- | ----- | ---- | ---- |
| 1 201 | 1 289 | 1 342 | 1 398 | 1 314 | 1 177 | 1 093 | 977  | 875  |

| 1962 | 1968 | 1975 | 1982 | 1990 | 1999 | 2006 | 2007 | 2012 |
| ---- | ---- | ---- | ---- | ---- | ---- | ---- | ---- | ---- |
| 762  | 630  | 558  | 610  | 720  | 745  | 886  | 905  | 942  |

| 2017 | 2022 | - | - | - | - | - | - | - |
| ---- | ---- | - | - | - | - | - | - | - |
| 880  | 878  | - | - | - | - | - | - | - |

Commentaire : La population de la commune est légèrement moindre qu'il y a deux siècles. Après une stagnation pendant la première moitié du XIXe siècle, la population a augmenté modérément, en dépit de quelques modestes évolutions en dents de scie, pendant la seconde moitié du XIXe siècle, parvenant en 1921 à son maximum démographique, n'ayant alors gagné que 453 habitants en 128 ans entre 1793 et 1921. La population décline ensuite constamment pendant les 2e et 3e quarts du XXe siècle, perdant 840 habitants en 54 ans entre 1921 et 1975, la commune étant alors en proie à l'exode rural. Un notable regain démographique est toutefois perceptible depuis une bonne trentaine d'années, la commune regagnant 354 habitants en 34 ans entre 1975 et 2009.
Alors que la commune connaissait depuis des décennies et jusqu'en 1975 un double déficit naturel et migratoire, elle bénéficie désormais de sa proximité de Carhaix et bénéficie d'un notable excédent migratoire (+ 2,1 % l'an entre 1999 et 2007) même si l'excédent naturel (+ 0,3 % l'an entre 1999 et 2007) n'est encore que faiblement positif. La transformation partielle de la commune en ville-dortoir en est la raison : le nombre des résidences principales s'est accru de plus de moitié entre 1975 et 2007, passant de 215 à 354 en raison de la construction de plusieurs lotissements, ce qui a aussi provoqué un net rajeunissement de la population (21,6 % de la population avait moins de 15 ans en 2007).

## Vie sportive
- L'« Union sportive de Kergloff » est un club de football affilié à la Fédération française de football[58].

## Lieux et monuments
Édifices religieux

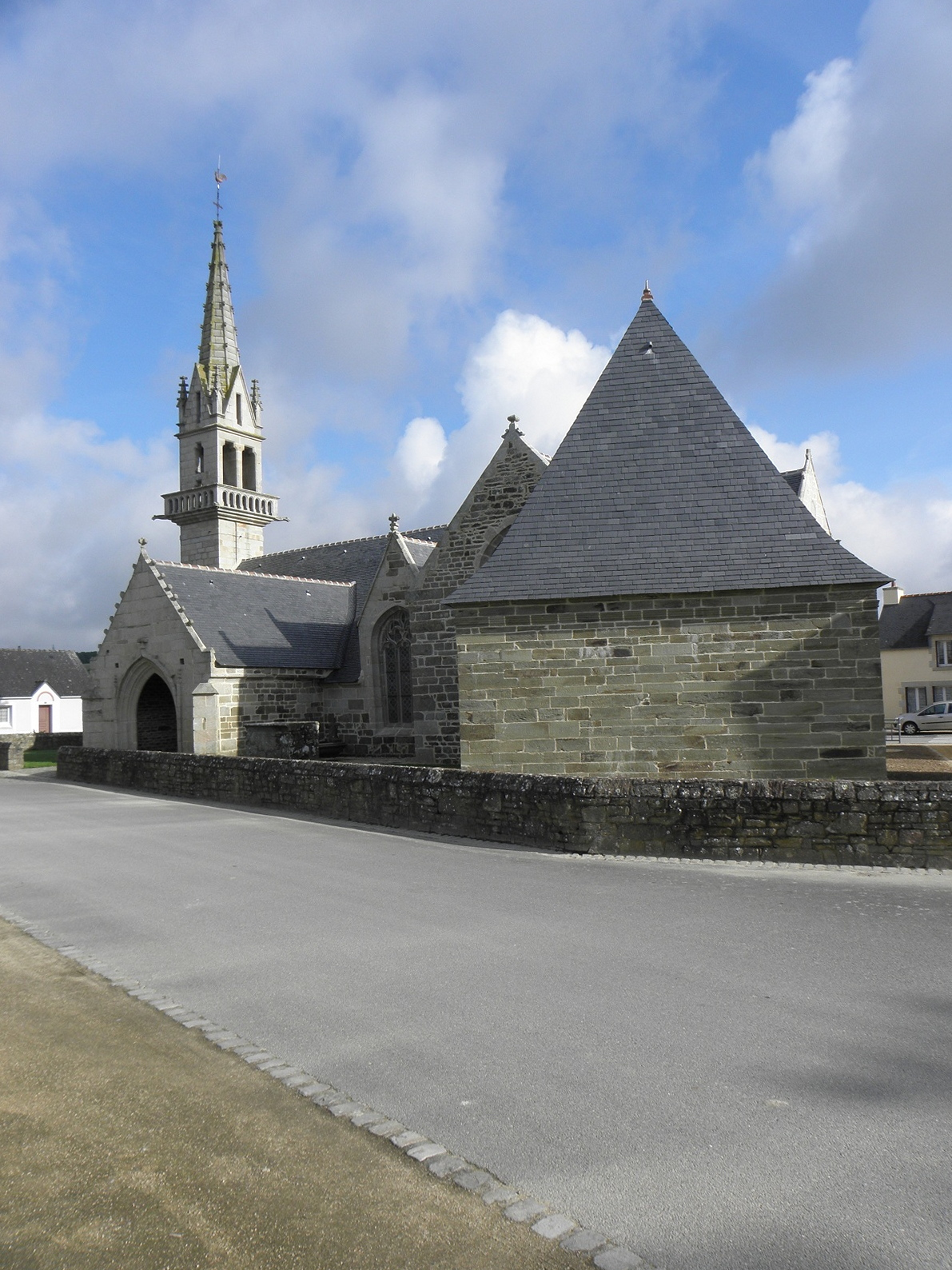
L'église paroissiale Saint-Trémeur.

- L'église Saint-Trémeur date des XVIe et XVIIIe siècles : la travée comprenant le clocher encastré date du XVIe siècle ainsi que le transept. La sacristie date de 1696, le clocher de la première moitié du XVIIIe siècle et le chœur a été restauré en 1858. La maîtresse vitre montre les portraits du seigneur de Tymeur (en Poullaouen) Vincent II de Plœuc et de sa femme Jeanne de Rosmadec. Une verrière de la crucifixion date probablement de la fin du XVIe siècle et l'église abrite de nombreuses statues (dont celles de saint Trémeur, saint Yves, saint Yben (ou saint Languis, confondu parfois à tort avec saint Candide), sainte Tréphine, etc.. ainsi que deux tableaux du XIXe siècle représentant l'un l'Assomption, l'autre sainte Marguerite[21]. L'église a été classée à l'Inventaire supplémentaire des monuments historiques le 26 décembre 1927.

À Kergloff la statue de saint Diboan (saint Abibon) était invoquée comme suit par des proches du malade : « Petit saint, la personne pour qui nous venons te voir est depuis longtemps entre vie et trépas ; décidé de son sort, soit dans un sens, soit dans l'autre ».

Église paroissiale Saint-Trémeur
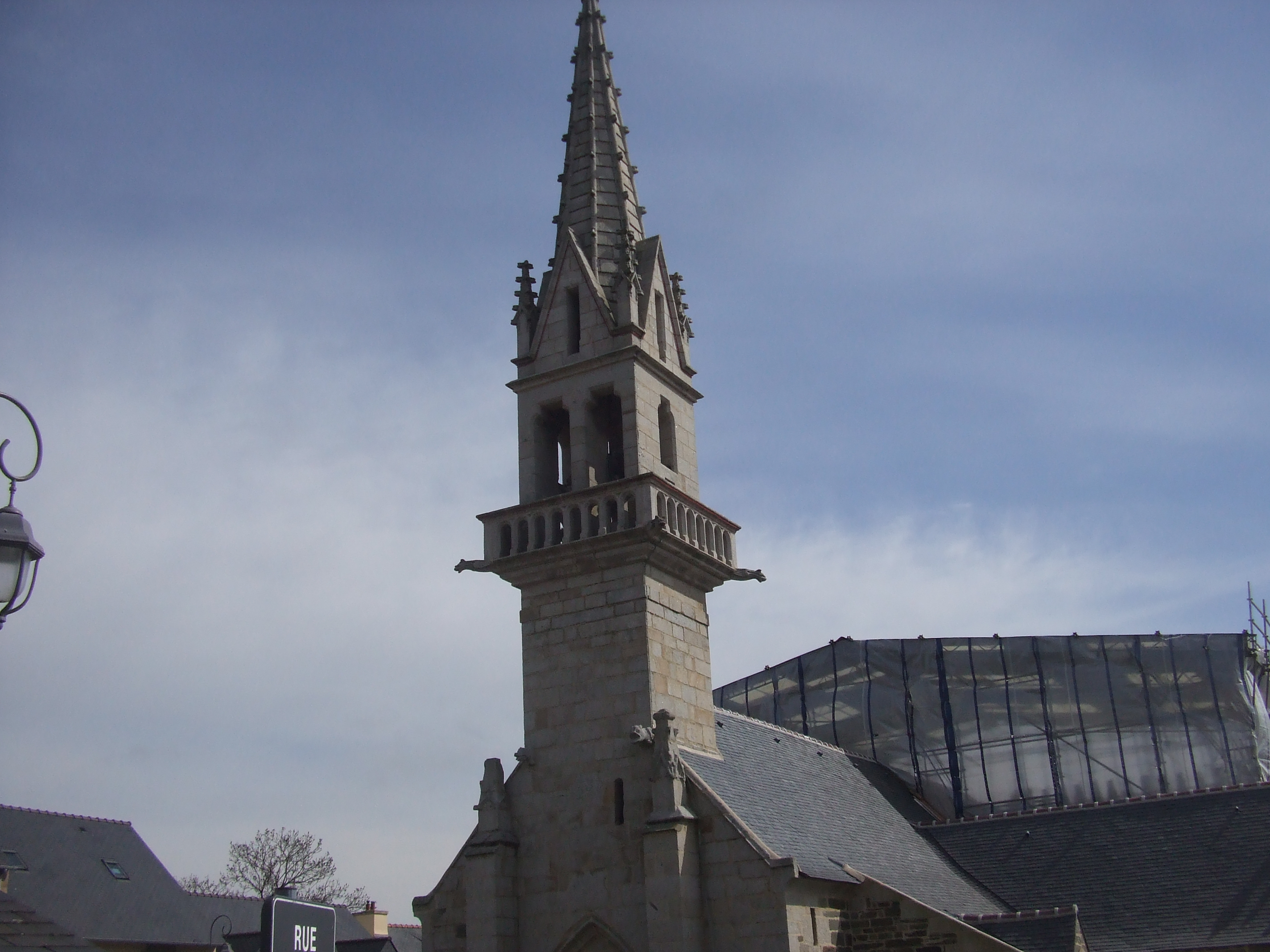
Le clocher.
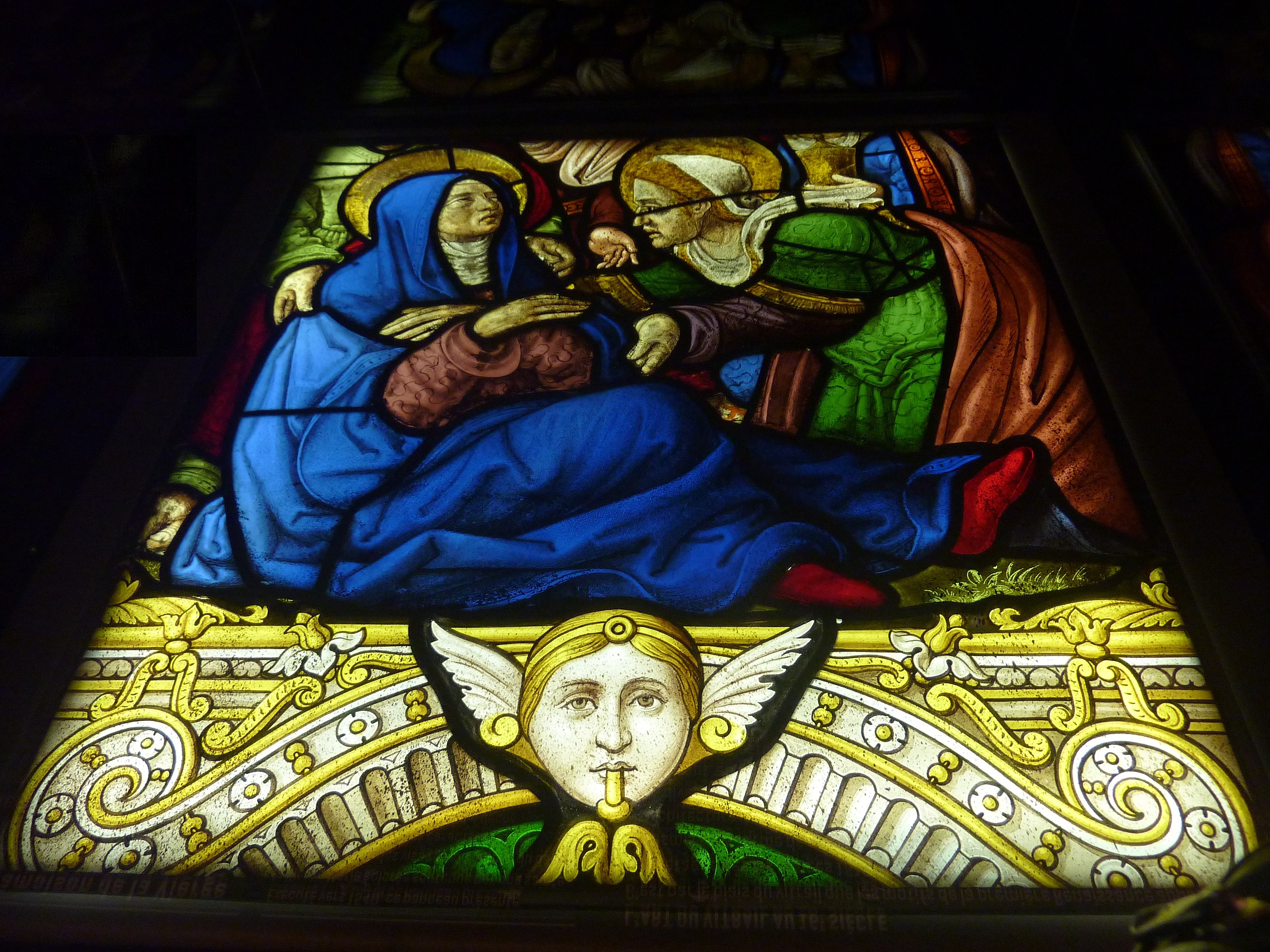
Le vitrail de la Pâmoison de la Vierge.
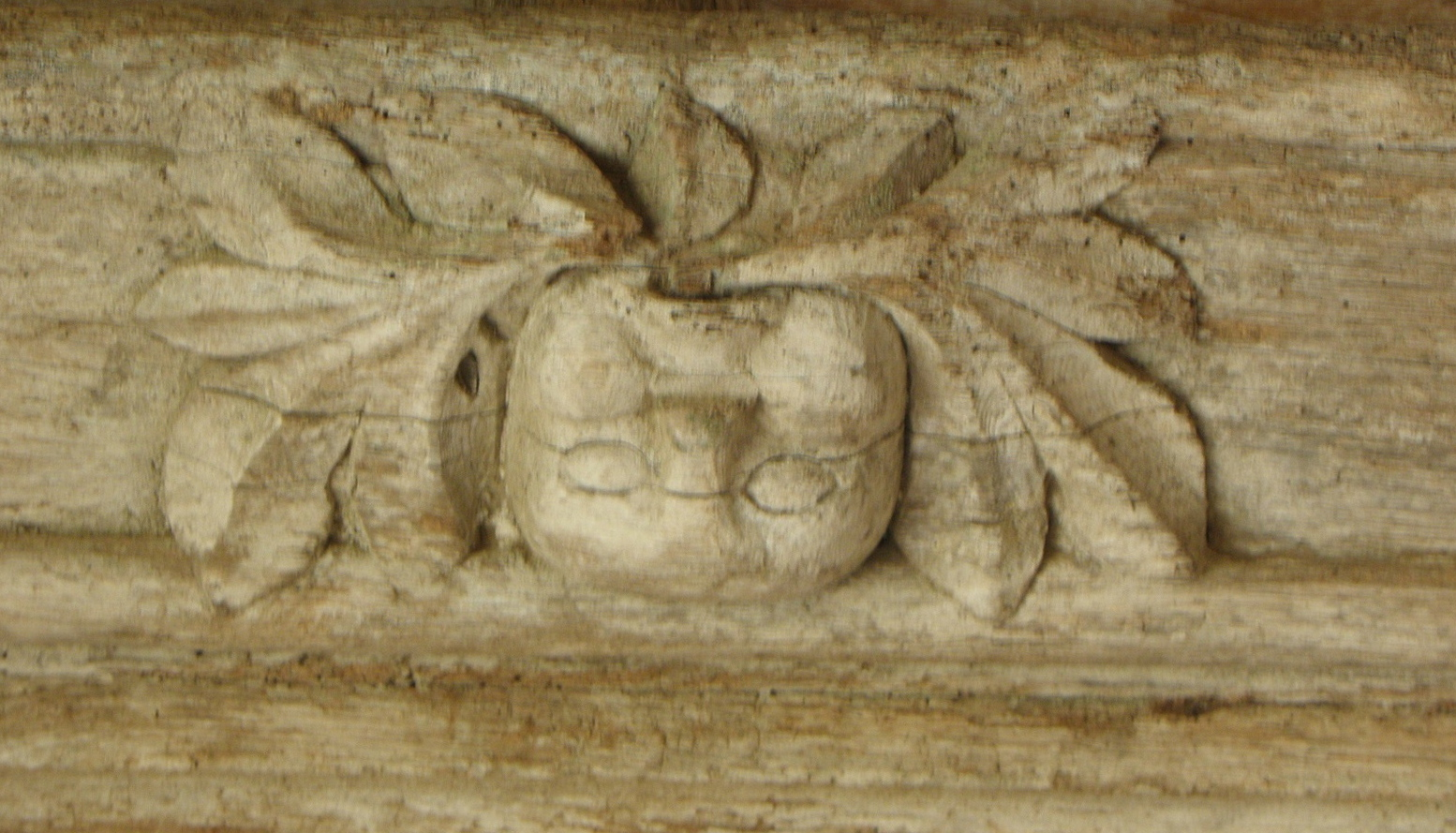
Sablière du porche sud.
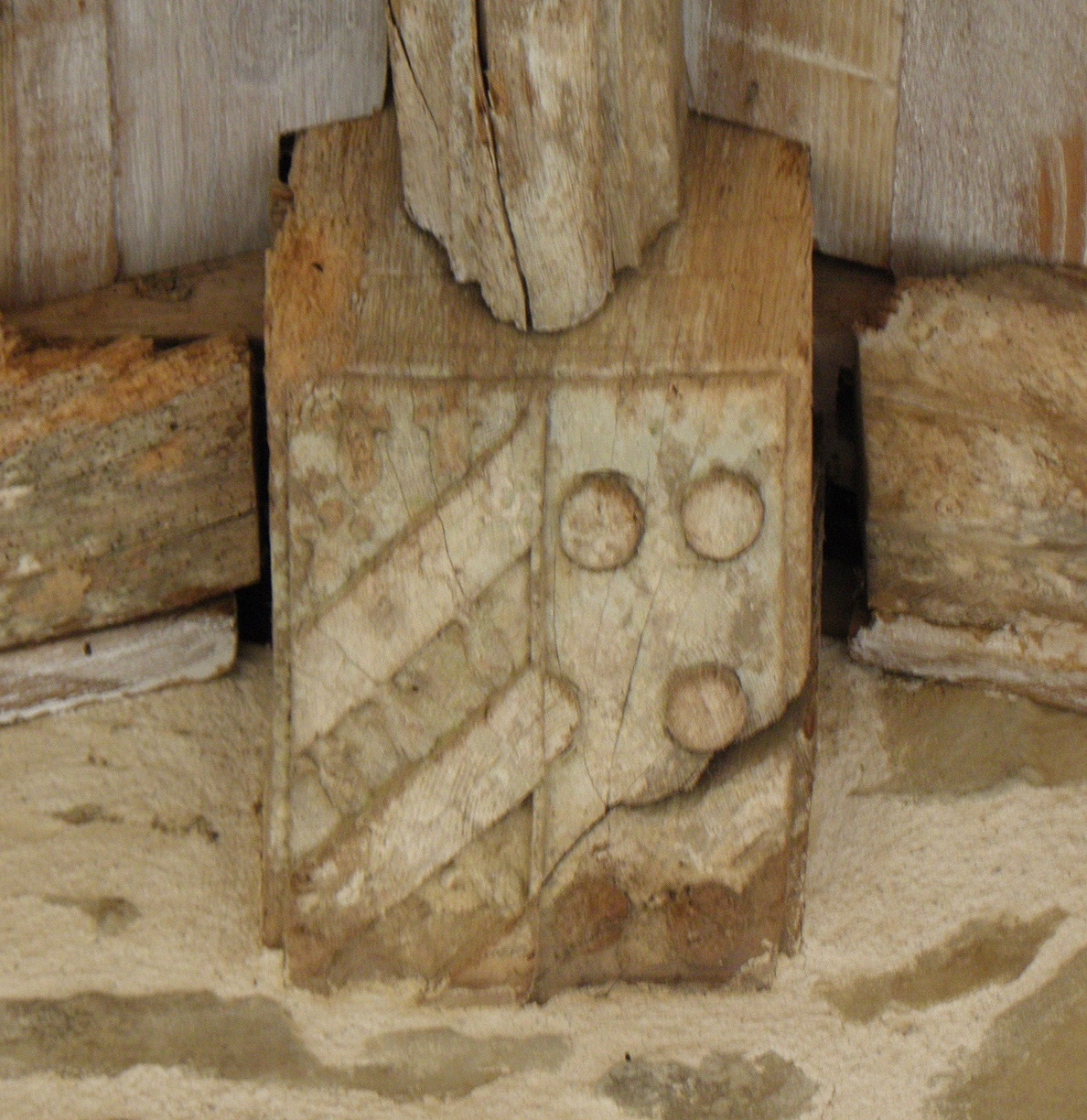
Armes ornant la voûte du porche sud.

- La chapelle de la Trinité est située à Saint-Drezouarn et date pour partie du XVIIIe siècle, son clocheton portant la date de 1723 ; elle possède au-dessus de l'autel un retable du XVIIIe siècle avec une effigie du Bon Pasteur et des médaillons en bas relief du Christ et de la Vierge[60] ; elle possède plusieurs statues dont celles de saint Herbot, saint Éloi, sainte Barbe et de la Sainte Trinité. Elle fut vendue comme bien national pendant la Révolution française[61]. Une niche creusée dans le mur ouest contient quelques ossements dont un crâne que la tradition affirme être celui de Sébastien Le Balp[62].
- La chapelle Notre-Dame-du-Bon-Secours (datée de 1817) ; construite selon un plan rectangulaire avec une voûte en berceau ; abandonnée dans la décennie 1950 enraison de l'exode rural et du déclin de la pratique religieuse, menaçant ruine (sa charpente est en partie détruite par la chute d'un arbre lors de la tempête de 1987), elle a été restaurée à la fin de la décennie 1990. Son pardon se déroule le deuxième dimanche de juillet[63].

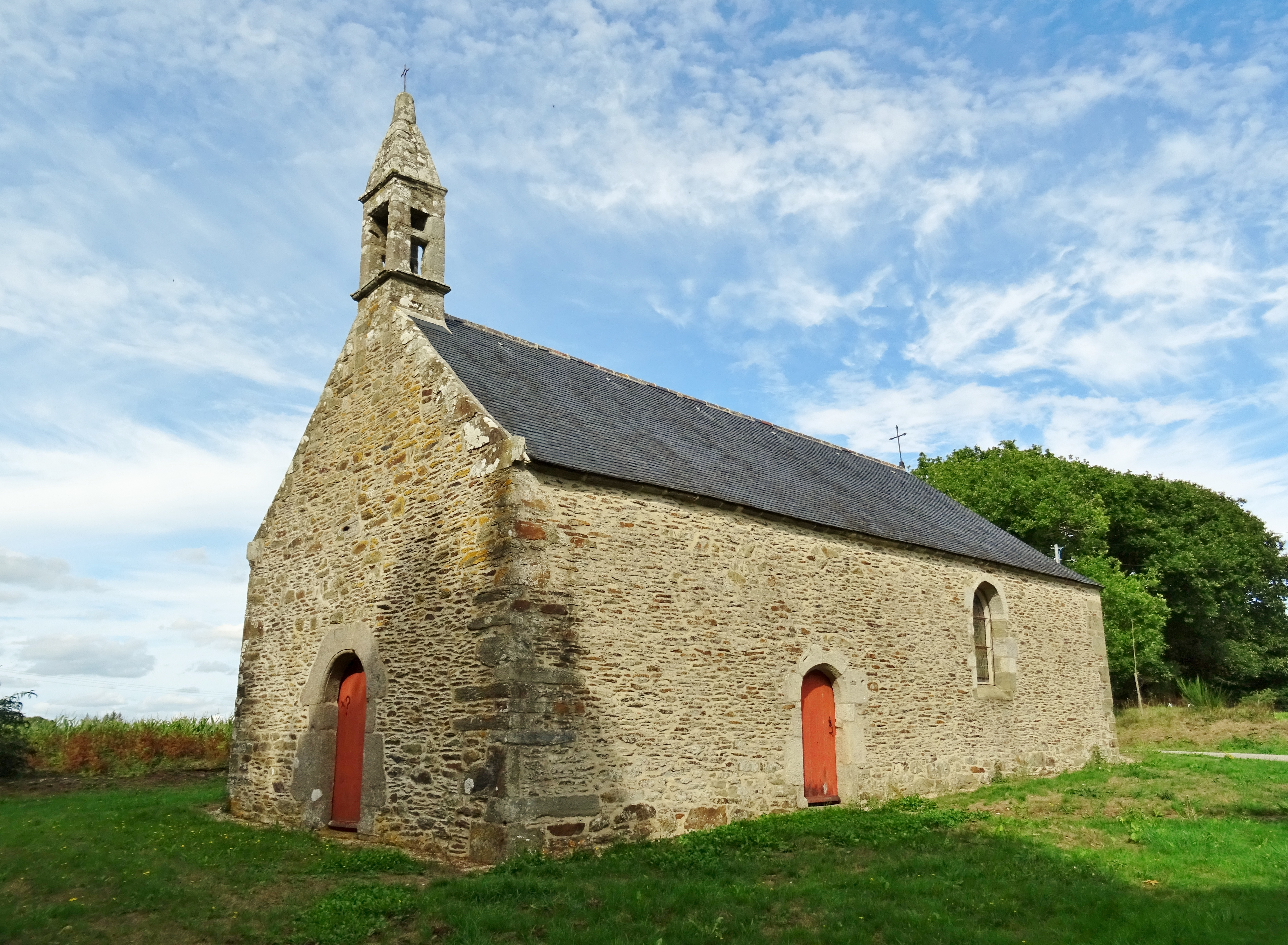
Kergloff : la chapelle Notre-Dame-du-Bon-Secours.

- Plusieurs chapelles ont disparu dont la chapelle Saint-Nicolas (qui datait du XIe), la chapelle Saint-Nicodème (qui datait de 1551 ; sa toiture a été démontée en 1962 et réinstallée au Fret[64]), la chapelle Saint-Languis qui était située à Saint-Egannec et possédait une statue de saint Avertin (connu ici localement sous le nom de saint Libertin), détruite en 1927, etc.[65].
- Plusieurs croix et calvaires[66] : la croix de Néveit date pour partie du XVe siècle et une Vierge de Pitié, celle de Gars-an-Groas du XVIe porte aussi à son revers une Vierge de Pitié et plusieurs autres plus récentes à l'église (croix de mission datée de 1826, dans le cimetière, etc..
- La fontaine de Saint-Egannec (ou de « Saint-Languis »), située à proximité du manoir de Kerligonan, dépendait de la chapelle Saint-Languis, disparue en 1927 et de l'oratoire Saint-Fiacre, disparu en 1910[67]. C'est une fontaine probablement du XVIIIe siècle en partie couverte par une voûte en berceau, en granite.

Édifices civils
- Manoir de Kerligonan date des XIVe et XVe siècles. En 2010, les peintures polychromes et les stucs ont été restaurées. La fontaine de Saint-Égannec, qui proviendrait de la chapelle Saint-Languis, a été réinstallée dans la cour du manoir[68].
- Manoir de Stanger du XVIe siècle, mais plusieurs fois remanié depuis[69].
- L'ancienne maison de Sébastien Le Balp à Le Balp.

## Personnalités liées à la commune
- Sébastien Le Balp en 1639, un des chefs de la Révolte des Bonnets rouges. Sébastien Le Balp est né à Moulin Meur en Kergloff en 1639 de Francois Le Balp (meunier) et de Louise Caroff. À 22 ans il épouse Anne Riou, ce qui lui permet d'acheter une charge de notaire grâce à la dot. Lors de sa mort en 1675 il habitait à Garzangroas en Kergloff.
- Alexis-François Rio, né le 20 mai 1797 à Port-Louis, décédé le 17 juin 1874 à Paris, inhumé à l'Île d'Arz dont sa famille était originaire ; écrivain, historien de l'art, diplomate et enseignant. Il participa à la Petite chouannerie lors des Cent-Jours[70]. « Aux environs de 1820 (...), il se retira dans sa terre de Quimilferm, près de Carhaix. Là il vécut le reste de sa vie en solitaire et en sage »[71].
- Hervé Tilly, cultivateur à Kergloff, fut très connu avant 1914 en tant que chanteur forain. « Traînant une voiturette à chiens, il s'installait sur les marchés et chantait ses œuvres, la plupart imprimées à Ar Bobl. Décédé presque aveugle »[72].
- Yves Héront.
- Ernest Leroy, coureur cycliste, né le 4 mars 1922 à Kergloff[73].